# Nelson Gallardo
Nelson Roberto Gallardo López (* 3. August 1945 in Santiago de Chile) ist ein ehemaliger chilenischer Fußballspieler. Der Außenverteidiger absolvierte ein Länderspiel für Chile und wurde 1969 chilenischer Meister.

## Karriere

### Verein
Nelson Gallardo, auch Crudo genannt, begann bei Deportes Antofagasta in der Segunda División seine Profikarriere. 1968 kehrte er zum CF Universidad de Chile zurück, für den er bereits in der Jugend gespielt hatte. Mit dem Ballet Azul, wie die Mannschaft in den 1960er Jahren genannt wurde, gewann der Defensivspieler die Meisterschaft 1969. 1974 verließ Crudo den Klub und wechselte zu Universitätsrivale CD Universidad Católica, der in der zweiten Liga spielte. Nur ein Jahr später ging der Verteidiger zu Deportivo Ñublense. 1976 war Gallardo ohne Verein, hielt sich aber bei Universidad de Chile fit. 1977 spielte er noch für Deportes Concepción in der zweiten Liga und beendete nach dieser Saison seine Karriere.

### Nationalmannschaft
Nelson Gallardo absolvierte ein Länderspiel für Chile. Unter Trainer Salvador Nocetti wurde der Defensivspieler im Dezember 1968 beim 2:1-Erfolg in der Copa Carlos Dittborn gegen Argentinien für Hugo Berly eingewechselt.

## Erfolge
Universidad de Chile
- Primera División: 1969